# Tavankutski festival voća i autohtonih rukotvorina
Tavankutski festival voća i autohtonih rukotvorina, manifestacija vojvođanskih Hrvata. Posvećen je predstavljanju gospodarskih potencijala i proizvoda, autentičnih rukotvorina, kao i proizvoda starih zanata Tavankuta, koji afirmiraju razvoj voćarstva, tradiciju i bogato kulturno nasljeđe. Program sadrži revijalnu izložbu gospodarskih proizvoda i rukotvorina, kulturni program, degustaciju i akcijsku prodaju izložbenih proizvoda. Festival predstavlja simbole ovdašnjih Hrvata- slamarstvo, voćarstvo i tradicijsku bunjevačku kulturu. Uz to je Tavankut voćarski kraj. Voćarstvo je relativno novija grana. Do Drugog svjetskog rata prevladavali su vinogradi, a nakon polako izumiru i mjesto zauzimaju voćnjaci, ponajviše zasadi konzumne jabuke. U drugoj polovici 20. stoljeća razvila se je zamisao o preradi voća i plasmanu na jugoslavensko tržište. To se razdoblje po mnogima smatra zlatnim dobom Tavankuta i vrijeme kada se voćarstvu počinje pristupati profesionalno i uz stalni nadzor stručnjaka.
Godinama je suorganizator festivala i Zagrebačka županija. Uz voćarski dio, festival ima i gastronomski dio, a sve je popraćeno glazbenim programom tamburaša. Manifestacija se održava svake godine počevši od 2011. godine. Pokrenut je radi promicanja gospodarskog aspekta Tavankuta kroz proizvodnju voća, tj. jabuka. Prvo se naumilo organizirati ga u Voćarskoj zadruzi. No ondje je bilo promjena od ujedinjenja dviju zadruga do kadrovskih promjena. Naposljetku se je festivalu na lokaciji Etnosalaša Balaževića u Donjem Tavankutu, Nikole Tesle 16. Vremenom su u naziv festivala i njegov prezentacijski oblik dodane i autohtone rukotvorine. Ishod je to zanimanja posjetitelja, koji su osim voćarskih i zaštitarskih kuća, htjeli i domaće rukotvorine, proizvode i suvenire koji su izraženi u okvirima drugih udruženja ili malim kućnim gospodarstvima. Izlagačke štandove imaju i osnovne škole gdje je hrvatski jezik u nekom obliku nastave.
Festival organiziraju Galerija Prve kolonije naive u tehnici slame, Osnovna škola “Matija Gubec”, Hrvatsko kulturno prosvjetno društvo „Matija Gubec“ i Voćarska zadruga „Voćko“.
Sam festivalski dan zamišljen je i realiziran kao dan na kojem voćari mogu prezentirati svoje proizvode, odnosno kao manifestacija koja je posvećena predstavljanju privrednih potencijala i proizvoda, autentičnih rukotvorina, kao i proizvoda starih zanata. Festival nije ograničen samo na taj dan, nego ima cjelogodišnji program u sklopu kojeg se tijekom godine održavaju edukativna predavanja na temu zaštite voćarskih vrsta i inih tema značajnih za ovu proizvodnu granu. 